# Otto Engau

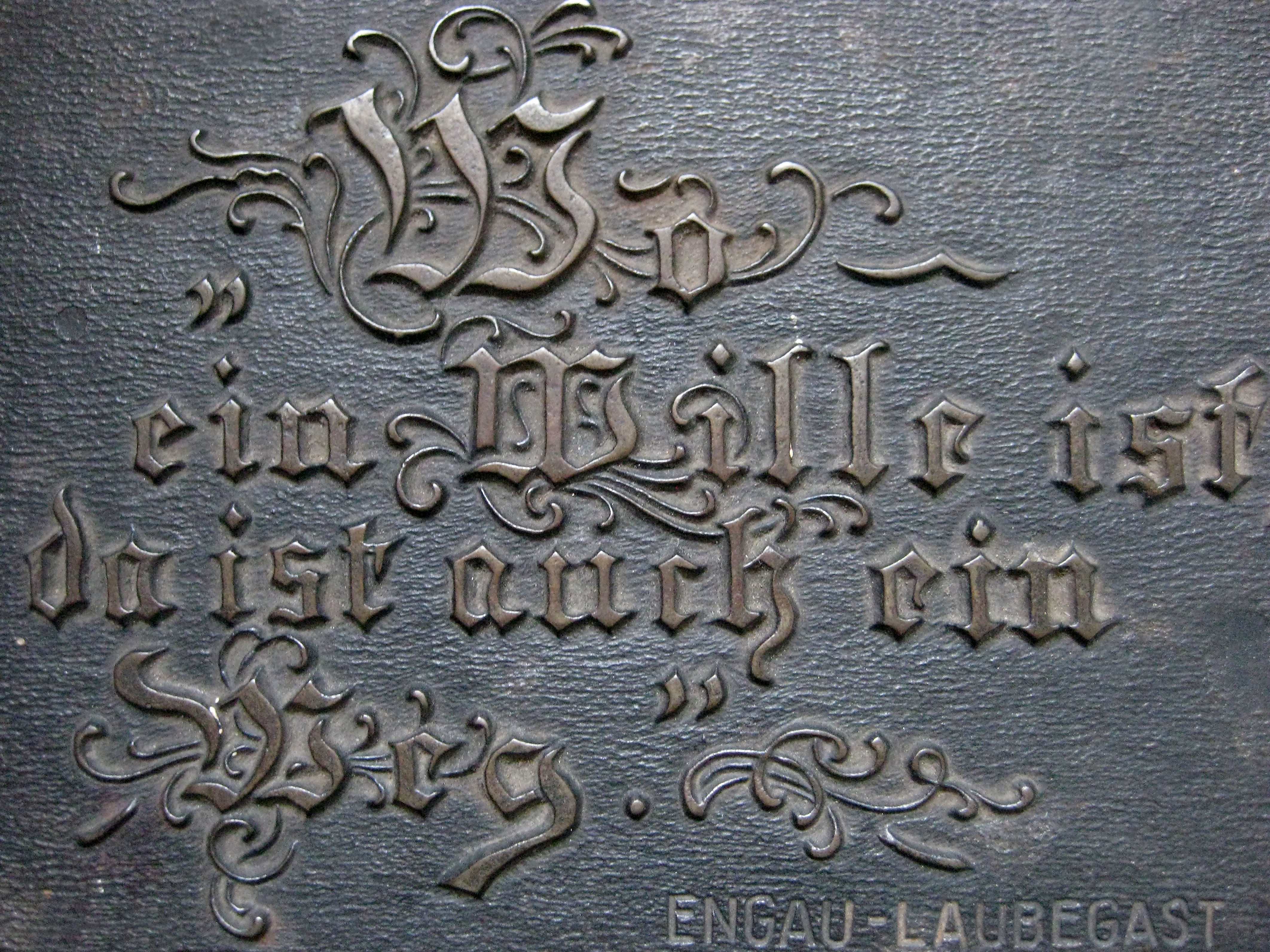
Bronze-Tafel von Otto Engau in Laubegast mit der Aufschrift: Wo ein Wille ist – da ist auch ein Weg

Otto Engau (* 1. September 1848 in Cossengrün; † 8. Dezember 1925 in Dresden) war ein deutscher Ingenieur, Gastwirt und der künstlerische Erschaffer des Bismarck-Ehrengartens im heutigen Dresdner Stadtteil Laubegast an der Elbe mit über 500 Bismarck-Gedenksteinen sowie vielen kunstvollen Bronzegedenktafeln.
Als Gastronom verstand er die günstige Lage seines Gartenlokals am Laubegaster Elbufer vorteilhaft zu nutzen. Der schöne Ausblick auf die Elbe und die gegenüberliegenden Dresdner Elbhänge zogen viele Besucher aus dem weitläufigen Dresdner Umland in das kleine, alte Dörfchen Laubegast. Geschickt machte Otto Engau mit gezielten, deutschlandweiten Werbeaktionen auf sich und sein Gartenlokal aufmerksam. Er veröffentlichte umfangreiche Postkarten seines „romantischen Lokals“ und bewarb auf diesen die behagliche Weinstube – mit lauschigem Garten. Zu seiner Zeit galt er als der „bunte Vogel“ der Region, über den die „ganze Welt“ sprach. Im Lokal und Gasthaus pflegte er den familiären Umgang mit seinen Gästen, servierte Karlsbader Kaffee und täglich selbst gebackenen Kuchen. Günstige Übernachtungspreise für die Sommer- und Winter-Logis zogen viele Gäste von weit her an. Das Lokal gehörte zu den wenigen im weiten Umfeld, die vor 1906 ein Telefon (mit der Rufnummer 2934 – Amt Niedersedlitz) besaßen. Otto Engau war ein glühender Bismarck-Verehrer und so schuf er als weitere Attraktion in seinem Garten den Bismarck-Ehrenhain. Seine künstlerische Lebensleistung als Erschaffer des Ehrengartens fand 1940 Erwähnung in „Das neue Weltlexikon“.

## Der Bismarck-Ehrengarten (Ehrenhain) – die Gedenksteine und Gedenktafeln
Anlässlich des zehnten Todestages von Bismarck ließ Engau 1908 auf seinem Grundstück einen „Bismarck-Ehrengarten“ anlegen. Dieser bestand aus hunderten Steinen, Gedenkplatten und Bronze-Reliefs, die mit dem Leben und den Wirkungsstätten von Bismarck und seinem Geschlecht in engem Zusammenhang standen. Für die Gestaltung des Ehrenhains startete er einen „Aufruf“ im Deutschen Reich – mit der Bitte an Schüler, Studenten und Jedermann, ihm Gedenksteine zukommen zu lassen. Der Bismarck-Ehrengarten (Ehrenhain) erregte in Deutschland durch seine Buch-, Karten- und Pressepublikationen hohe Aufmerksamkeit, die Engaus Gartenlokal guten Besucherzulauf verschaffte. Fast 500 Gedenksteine und Gedenktafeln wurden mit der Zeit aufgestellt. Themenbereiche waren unter anderen der Ahnensitz des Altkanzlers, die verfallene Burg Bismarck in der Altmark, Friedrichsruh sowie Stendal.
Gedenktafeln mit Aufschriften (Auszug) lauteten unter anderen: Bismarck opferte seine Kraft – Wir geniessen was ER geschafft – Baut jeder nur weiter mit – einem Stein – wie gross wird dann wohl Deutschland sein (Juni 1909) und Wo ein Wille ist – da ist auch ein Weg (Bronze-Platte, ohne Datumsangabe).

## Otto Engau als Verleger und sein Patent
Viele seiner Postkarten und die Publikation über den Bismarck-Ehrengarten (Ehrenhain) erschienen im Eigenverlag (Verlag Engau Laubegast). Geschäftstüchtig übernahm er auch dessen Vertrieb. Im Jahr 1910 erschien im Eigenverlag sein Werk mit dem Titel: Bismarck-Ehrengarten in Laubegast-Dresden – von Otto Engau – Ingenieur. Das Buch von Otto Engau enthielt 42 Illustrationen aus dem Bismarck-Ehrengarten mit einer Karte Deutschlands, enthaltend die hauptsächlichsten Orte, wo das Bismarck Geschlecht gewirkt hat. Am 3. Oktober 1900 wurde durch das Patentamt des Deutschen Reichs die Patentschrift Nr. 124275 Klasse 30 ausgestellt. Patentiert wurde eine Vorrichtung zur Dehnung des Rumpfes und der Brust beim Menschen.

## Auflösung und Neugestaltung des Bismarck-Ehrengartens
Nach der Schließung des Gartenlokals wurde der Bismarck-Ehrengarten vor 1940 aufgelöst. Die Gedenksteine, Platten und Bronze–Reliefs wurden entfernt und gingen zum großen Teil unwiderruflich in ihrer Ursprünglichkeit verloren. Im April 2007 startete die Landeshauptstadt Dresden im Amtsblatt einen „Aufruf“ zur 600-Jahr-Feier von Laubegast. In diesem wurden Zeitzeugnisse vom Laubegaster Bismarck-Ehrengarten gesucht. So gelang es, einige Steine und Reliefplatten wieder aufzufinden. Sie wurden an ihrem alten Standort am Laubegaster Ufer an der Ecke zur Bleiche aufgestellt. Zur feierlichen Neuweihe am 26. Juni 2008 wurde eine Gedenktafel zu Ehren des Schöpfers vom Bismarck-Ehrengarten – Otto Engau – enthüllt.

## Publikationen mit Erwähnung des Bismarck-Ehrengartens
Lexikon der Bismarck-Denkmäler

## Bildergalerie

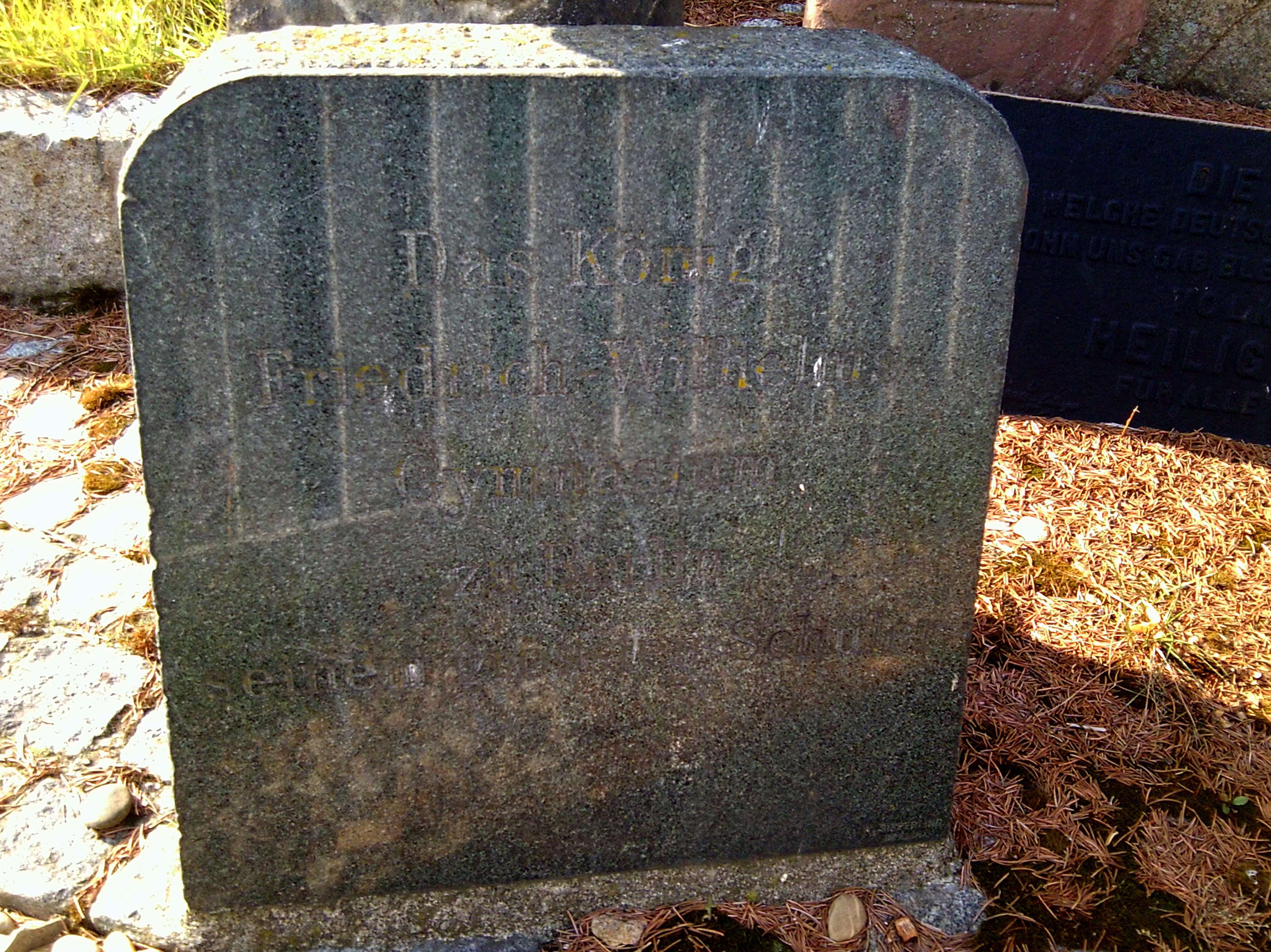
Otto Engau Laubegast Bismarck Garten und Ehrenhain – Bild Gedenkstein 1
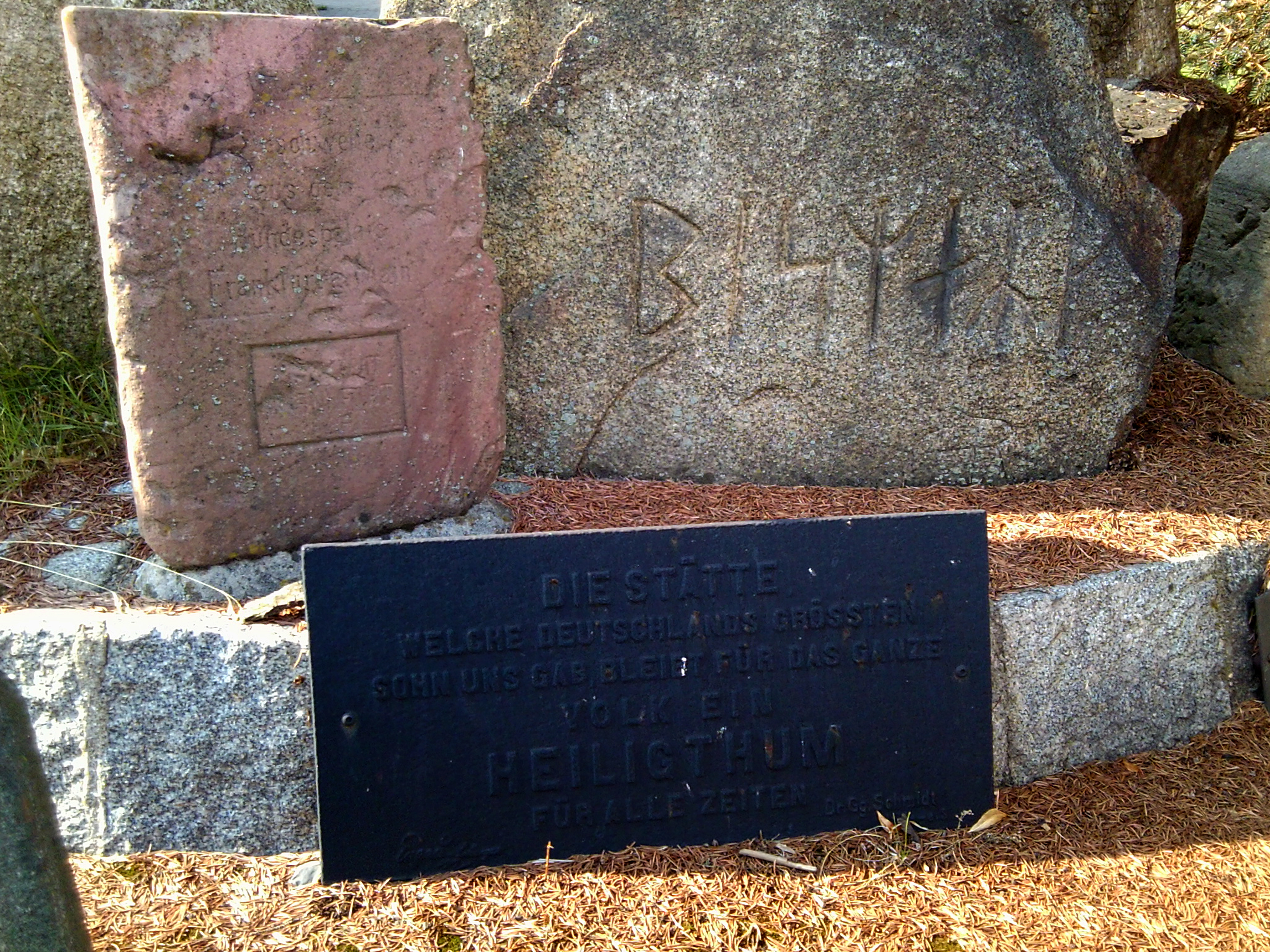
Otto Engau Laubegast Bismarck Garten und Ehrenhain – Bild Gedenkstein 2
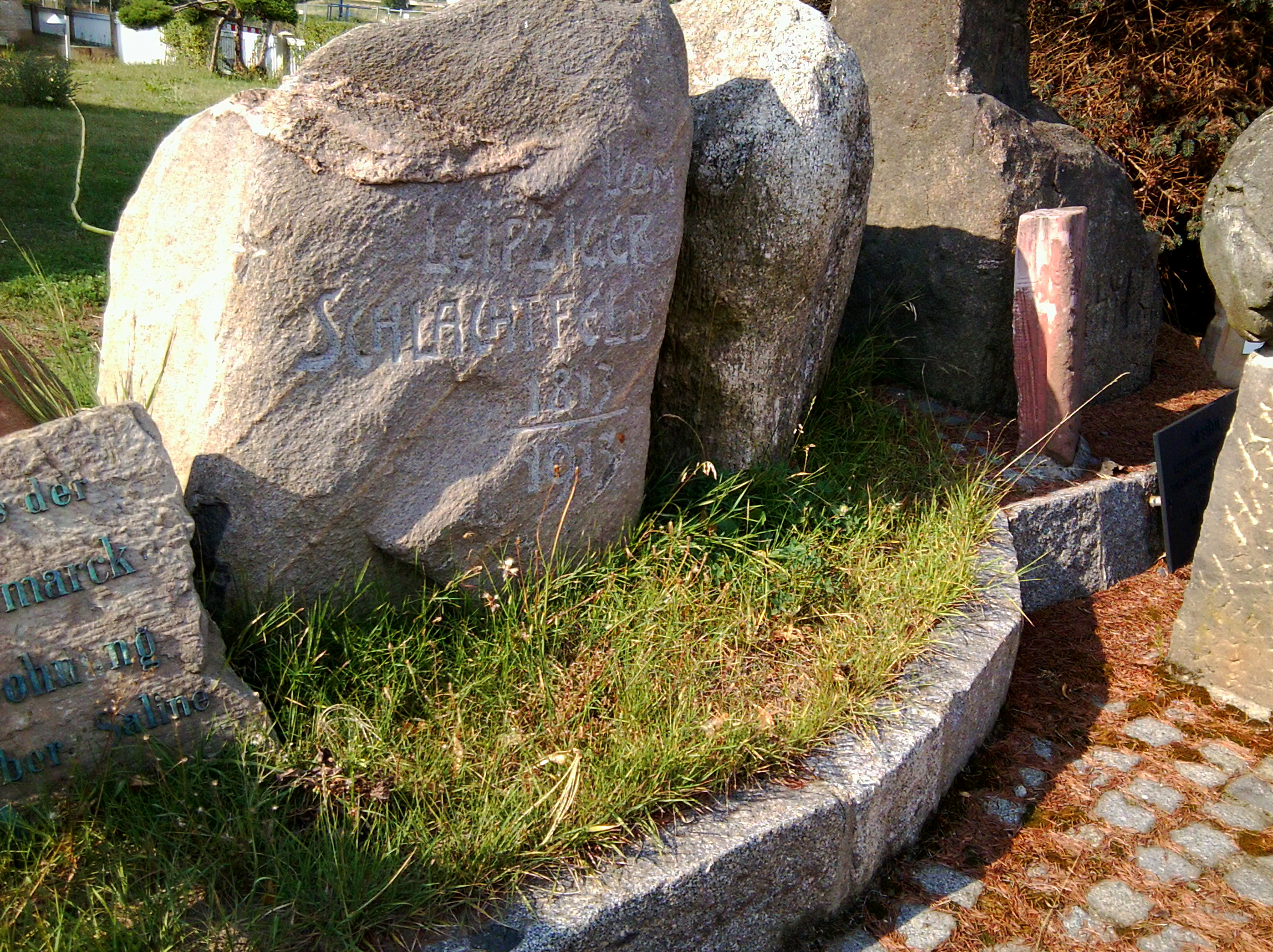
Otto Engau Laubegast Bismarck Garten und Ehrenhain – Bild Gedenkstein 3
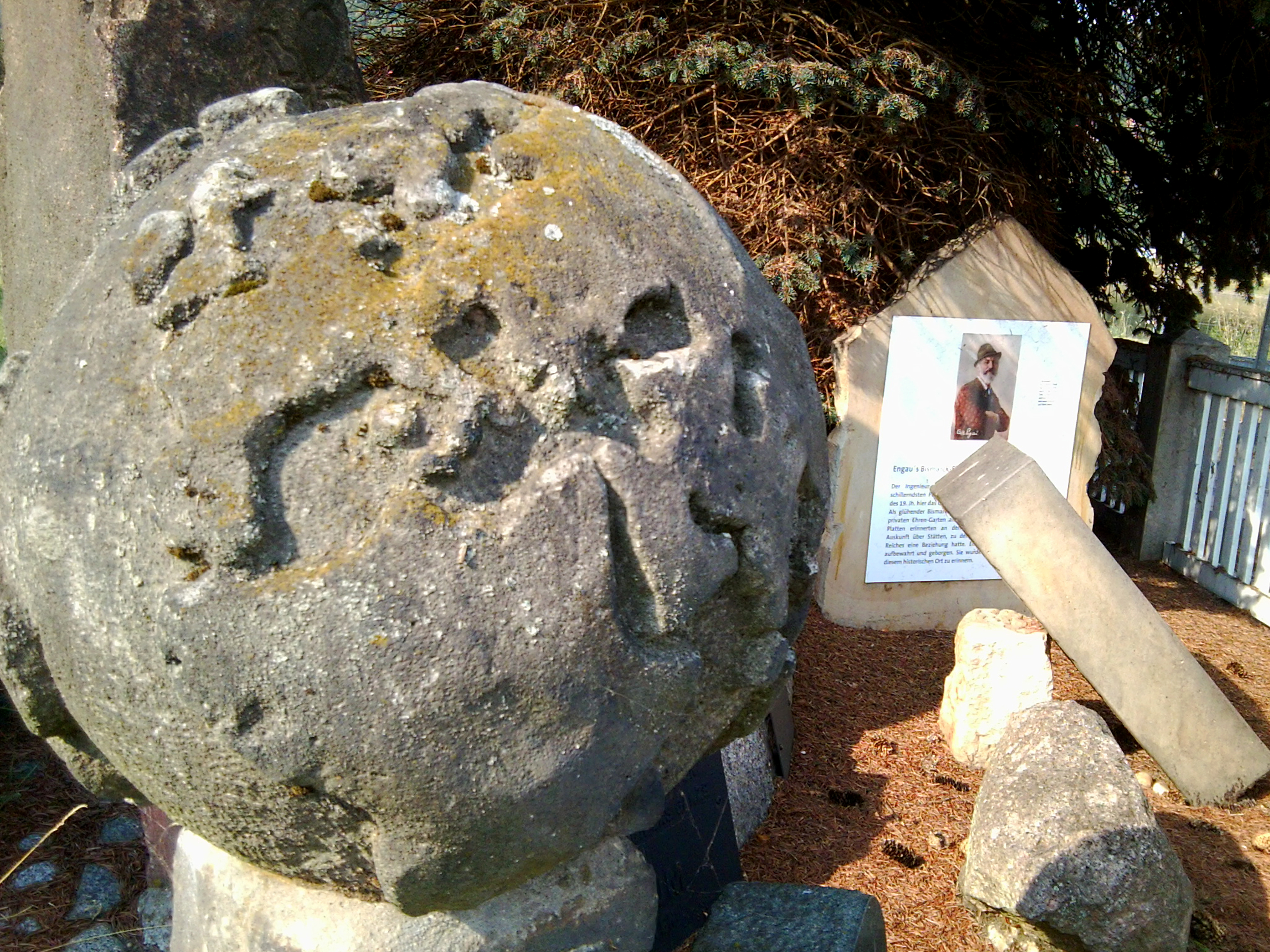
Otto Engau Laubegast Bismarck Garten und Ehrenhain – Bild Gedenkstein 4
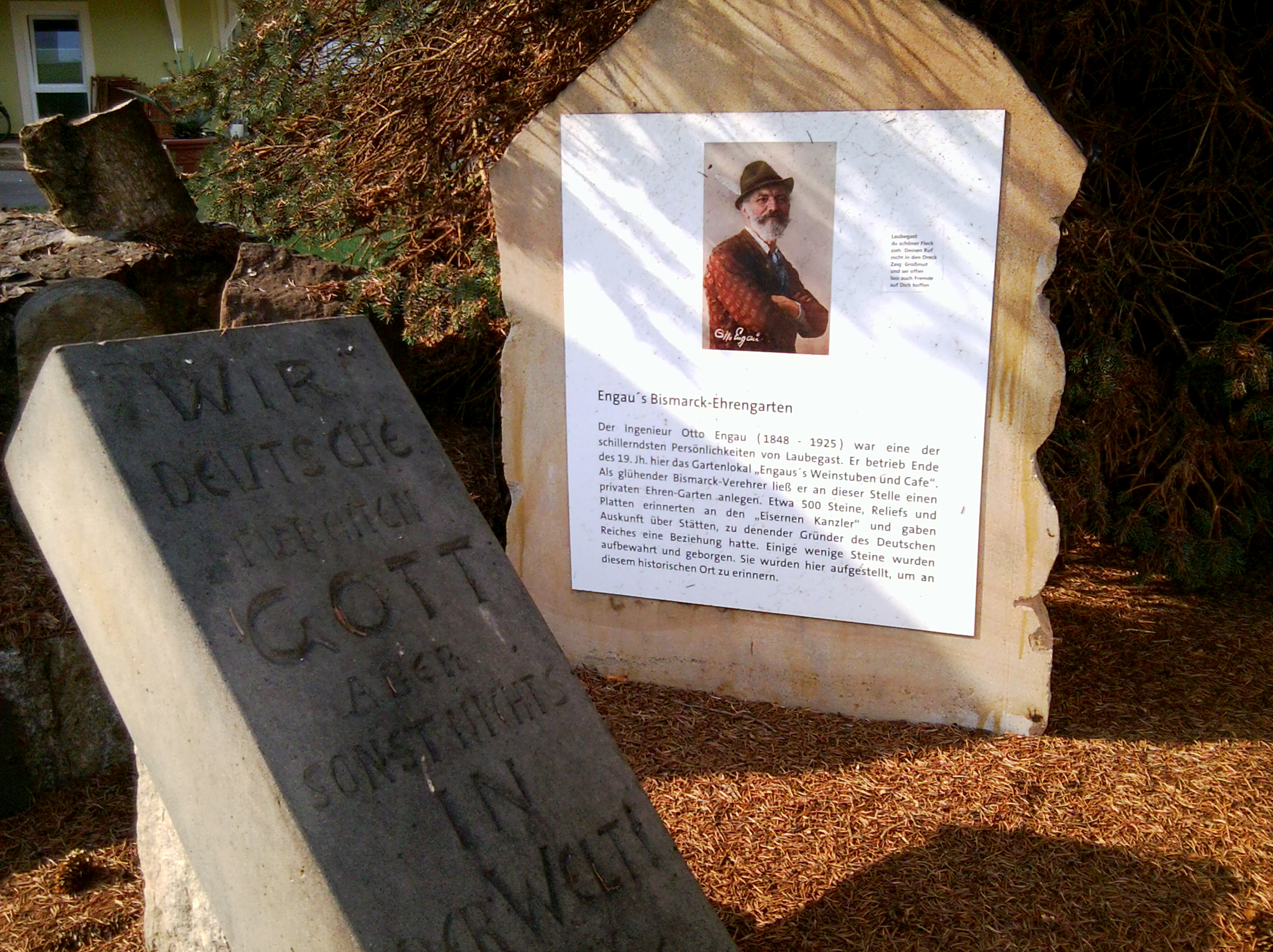
Otto Engau Laubegast Bismarck Garten und Ehrenhain – Bild Gedenkstein 5